# Valack
Valack är en hingst som kastrerats genom att dess testiklar och bitestiklar tagits bort för att den ska bli lugnare, vänligare och tystare och därmed mer anpassad som arbetshäst. Även rid- och travhästar är ofta valacker.
Kastreringen sker nu för tiden normalt i tre- till fyraårsåldern.
Ordet uttalas val'ack eller valack'. Det är ett översättningslån av tyska Wallach och betyder i grunden ”häst från Valakiet” (som nu utgör den södra delen av Rumänien). En invånare i Valakiet heter på tyska Wallache, på svenska valak. På samma sätt används på franska hongri det vill säga ”ungrare”  och i äldre tyska ordet reuss, motsv. ”ryss” (jfr russ, häst på gotländska) för att beteckna kastrerade hingstar. Bruket att kastrera hästar var vanligt i Östeuropa och hade gamla anor. Redan på 400-talet användes på latin uttrycket equus hunnicus det vill säga ”hunnisk häst”. 
En person vars yrke är att kastrera hästar kallas valackare.